# 萨麦德·武尔贡
萨麦德·武尔贡（俄語：Саме́д Вургу́н，1906年3月21日—1956年5月27日），本名萨麦德·优素福奥卢·维基洛夫，（俄語：Самед Юсиф оглы Веки́лов），阿塞拜疆苏联时期诗人，文学家，学者，社会活动家。阿塞拜疆苏维埃社会主义共和国科学院院士。他是阿塞拜疆苏维埃社会主义共和国国歌词作者。

## 生平
1906年3月21日，武尔贡出生于哈萨克区上萨拉赫利村的一个贝伊血统农民家庭。6岁时，母亲去世后，他由父亲和外祖母艾希·哈努姆照顾。他在家乡度过了童年，在村里的俄罗斯-阿塞拜疆学校接受了初等教育，以后，相继在哈萨克师范学院、莫斯科国立大学、阿塞拜疆教育学院深造。亦曾在哈萨克、占贾和库巴农村学校担任阿塞拜疆语文教师。
1934年，他加入阿塞拜疆苏维埃社会主义共和国作家协会，先后担任执行书记、作家协会主席。1940年加入联共（布）。1945年当选阿塞拜疆苏维埃社会主义共和国科学院院士。1954年出任阿塞拜疆苏维埃社会主义共和国科学院副院长。
1956年5月27日，他在阿塞拜疆首都巴库逝世，享年50岁。葬于荣誉谷。现代阿塞拜疆有萨麥德·武尔贡阿塞拜疆国家俄罗斯话剧院，以纪念他的贡献。

## 文学创作
武尔贡的作品主要抒发爱国主义、国际主义和人道主义思想。他反对文学作品中的“纯艺术”和形式主义。1924年开始发表作品。最早的诗集有《诗人的誓言》（1930）、《路灯》（1932）等。1930年代，他将普希金的小说《叶甫盖尼·奥涅金》、格鲁吉亚诗人绍塔·鲁斯塔韦利的《虎皮武士》和伊利亚·恰夫恰瓦泽、塔拉斯·舍甫琴科、高尔基等著名作家的翻译成阿塞拜疆语。苏德战争时期写有《母亲的话》、《护士》、《保卫祖国》（均1941）等颂扬爱国主义、宣传各民族友谊的诗篇。他的诗歌被苏联空军空投至乌克兰的丛林中，鼓励游击队员的抵抗运动。1943年，在美国最佳反战作品的竞赛中，武尔贡的诗歌《母亲的话》最受欢迎，它在纽约出版并在士兵中分发。
战后，武尔贡创作了长诗《黑人在说话》（1948）、组诗《回忆欧洲》（1947～1950）及歌颂共产党和列宁的《读列宁的书》（1950）、《时代的旗手》（1954）等。作品饱含爱国主义、国际主义和人道主义思想，文笔简洁。他还写有关于普希金、高尔基、马雅可夫斯基等作家的评论文章。。